# 菱角山街道
菱角山街道，是中华人民共和国湖南省永州市冷水滩区下辖的一个乡镇级行政单位。

## 行政区划
菱角山街道下辖以下地区：
车站社区、文昌阁社区、下河线社区和活龙井社区。